# Болотоведение

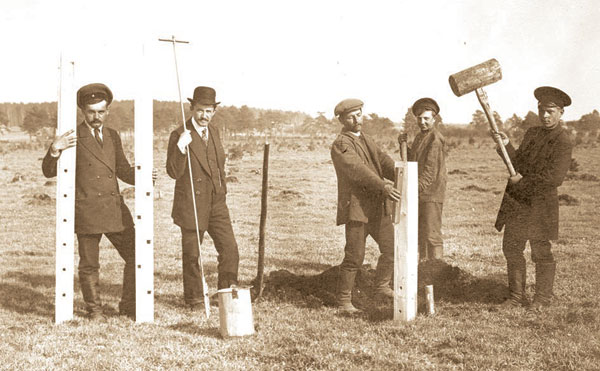
Болотоведческие работы в Минске. 1911 год

Болотове́дение или тельматоло́гия — наука о болотах как участках земной поверхности или ландшафтах с присущими им особенностями растительного покрова, гидрологического режима и почвообразовательного процесса. Болотоведение является одной из частей гидрологии.

## Определение
Болотоведение является отраслью географии, опирающейся на результаты геоботанических, почвенных и геологических исследований, изучающих растительный покров болот, болотный почвообразовательный процесс и почвы болотного типа, а также торфяную залежь, рассматриваемую как органогенную осадочную породу (по принадлежности).
В болотоведении выделяются несколько основных направлений научных исследований: ботанико-географическое, торфоведческое, гидрологическое и ландшафтное. Первое базируется на изучении болотной флоры, экологических особенностей, структуры и смен болотной растительности, и закономерностей её географического распространения, в связи с особенностями географических условий; второе — обращает основное внимание на изучение торфяных залежей, как продукта жизнедеятельности фитоценозов во взаимосвязи с различными факторами среды и как объект промышленного и сельскохозяйственного использования.
Изучение гидрологии болот весьма существенно для понимания условий жизни болотных растений, формирования и смен болотных ценозов. В ландшафтном направлении болото рассматривается в тесной связи с окружающей средой как структурный элемент географии ландшафта. В соответствии с указанными задачами в болотоведении применяются и различные методы. Для целей ботанико-географического и ландшафтного исследования применяются геоботанический и комплексный географические методы. При исследовании болот для их осушения, промышленной добычи полезных ископаемых, строительства дорог или сельскохозяйственного освоения, главное внимание уделяется учёту запасов торфа, его качеству, оценке, изучению гидрологического режима.